# Bulbophyllum mayrii
Bulbophyllum mayrii är en orkidéart som beskrevs av Johannes Jacobus Smith. Bulbophyllum mayrii ingår i släktet Bulbophyllum och familjen orkidéer. Inga underarter finns listade i Catalogue of Life.